# Revere, Minnesota
Revere là một thành phố thuộc quận Redwood, tiểu bang Minnesota, Hoa Kỳ. Năm 2010, dân số của thành phố này là 95 người.

## Dân số
- Dân số năm 2000: 100 người.
- Dân số năm 2010: 95 người.